# Inițiativa Europeană de Descurajare
Inițiativa Europeană de Descurajare (în engleză European Deterrence Initiative, acronim EDI), cunoscută până în 2017 sub numele de „Inițiativa Europeană de Reasigurare” (European Reassurance Initiative), este un program inițiat de Casa Albă în iunie 2014, la aproximativ trei luni după anexarea Crimeei de către Federația Rusă, pentru a crește prezența SUA în Europa din motive de securitate.

## Descriere
EDI este finanțată prin Departamentul Apărării. Din momentul propunerii de includere în anul fiscal 2014, inițiativa a oferit finanțare în sprijinul a cinci obiective:
1. Prezență sporită
2. Exerciții și formare
3. Poziționare îmbunătățită
4. Infrastructură îmbunătățită
5. Construirea capacității de parteneriat.

În anul fiscal 2022 în bugetul EDI erau incluși 9.954 de militari în termen, ofițeri în rezervă și membri ai Gărzii Naționale, și anume: 9.452 de membri ai Armatei, 459 de membri ai Forțelor Aeriene și 43 de membri ai Marinei.
Către 2017, amploarea fiscală a operațiunii a crescut de la 1 miliard până la 3,4 miliarde de dolari americani. În mai 2017, președintele american Donald Trump a propus adăugarea a încă 1,4 miliarde de dolari (+40%). În septembrie 2019, o parte din finanțare a fost redistribuită pentru extinderea zidului dintre SUA și Mexic⁠(d).
Inițiativa include și Operațiunea Atlantic Resolve.
Potrivit GovWin, „EDI este una dintre investițiile care au contribuit la pregătirea terenului pentru capacitatea SUA de a sprijini Ucraina din direcțiile Polonia și Ungaria [...] Tehnologiile (informaționale) joacă un rol important în capabilitățile Departamentului Apărării în cadrul acestui program”.